# Berghotel Faulhorn
Das Berghotel Faulhorn ist ein privat betriebenes, alpines Schutzhaus. Es liegt in den Berner Voralpen wenige Meter unterhalb des Gipfels des Faulhorns (2681 m).

## Geschichte
1823 wurde auf dem Gipfel des Faulhorns auf Basis eines im Vorjahr erteilten Gasthauspatents zunächst eine Gaststätte eröffnet, bei der es sich damals um die höchstgelegene Gaststätte der Alpen handelte. 1830 wurde das heute noch bestehende Hotelgebäude erbaut.

## Aufstiegsmöglichkeiten
- Der zeitlich kürzeste Aufstieg beginnt an der Bergstation der Seilbahn, die von Grindelwald zum First (2167 m) führt. Für diesen Weg benötigt man knapp 2,5 Stunden. Der Aufstieg ohne Verwendung einer Aufstiegshilfe dauert von Grindelwald etwa das Doppelte.
- Von der im Sommer mit Bussen erreichbaren Bussalp (1800 m) lässt sich das Faulhorn in etwa 2,5 bis 3 Stunden erreichen.
- Von der Bergstation der Schynige Platte-Bahn (1987 m) erreicht man das Faulhorn in 4 bis 4,5 Stunden.

## Bilder

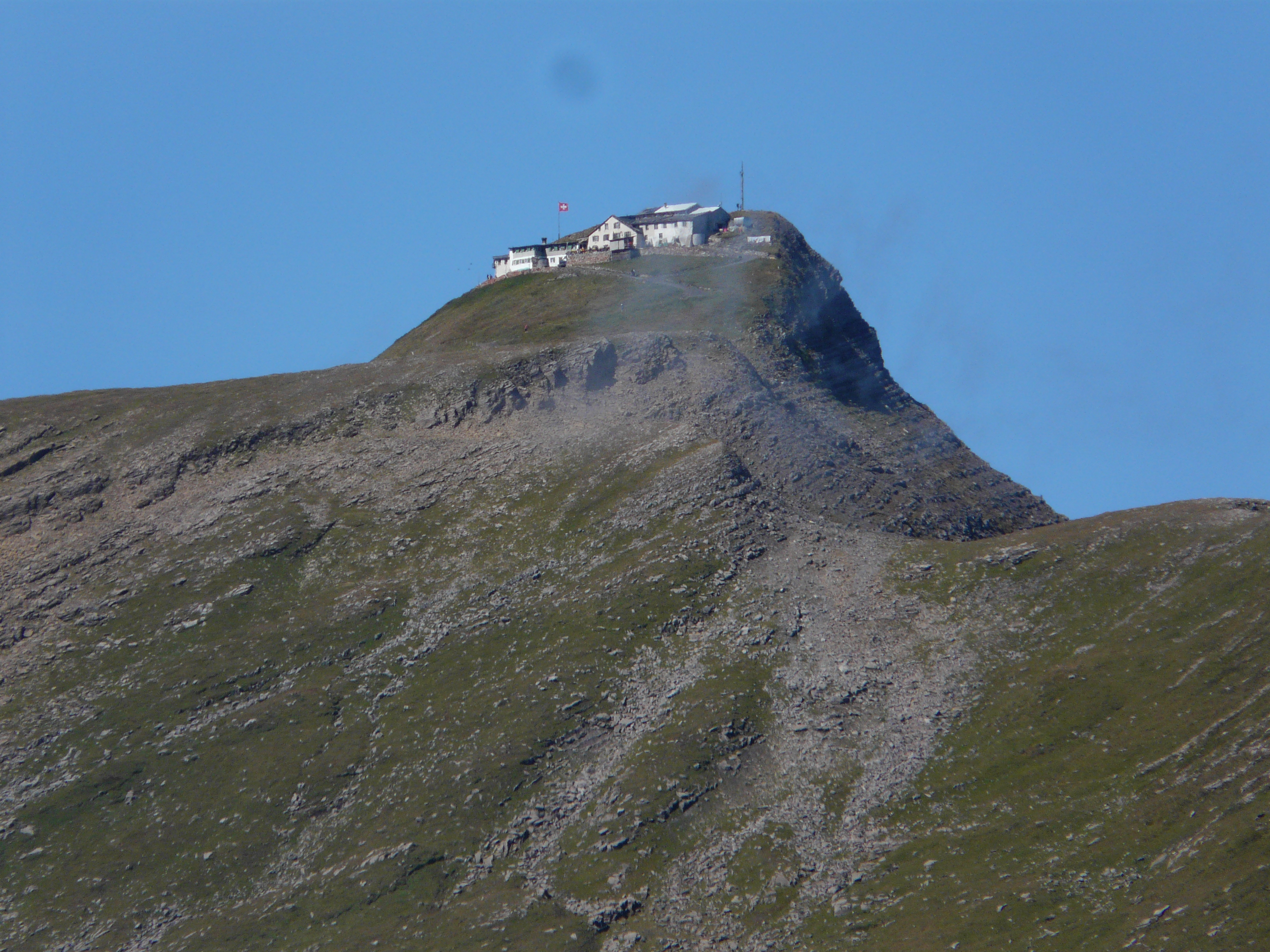
Blick vom First auf das Faulhorn
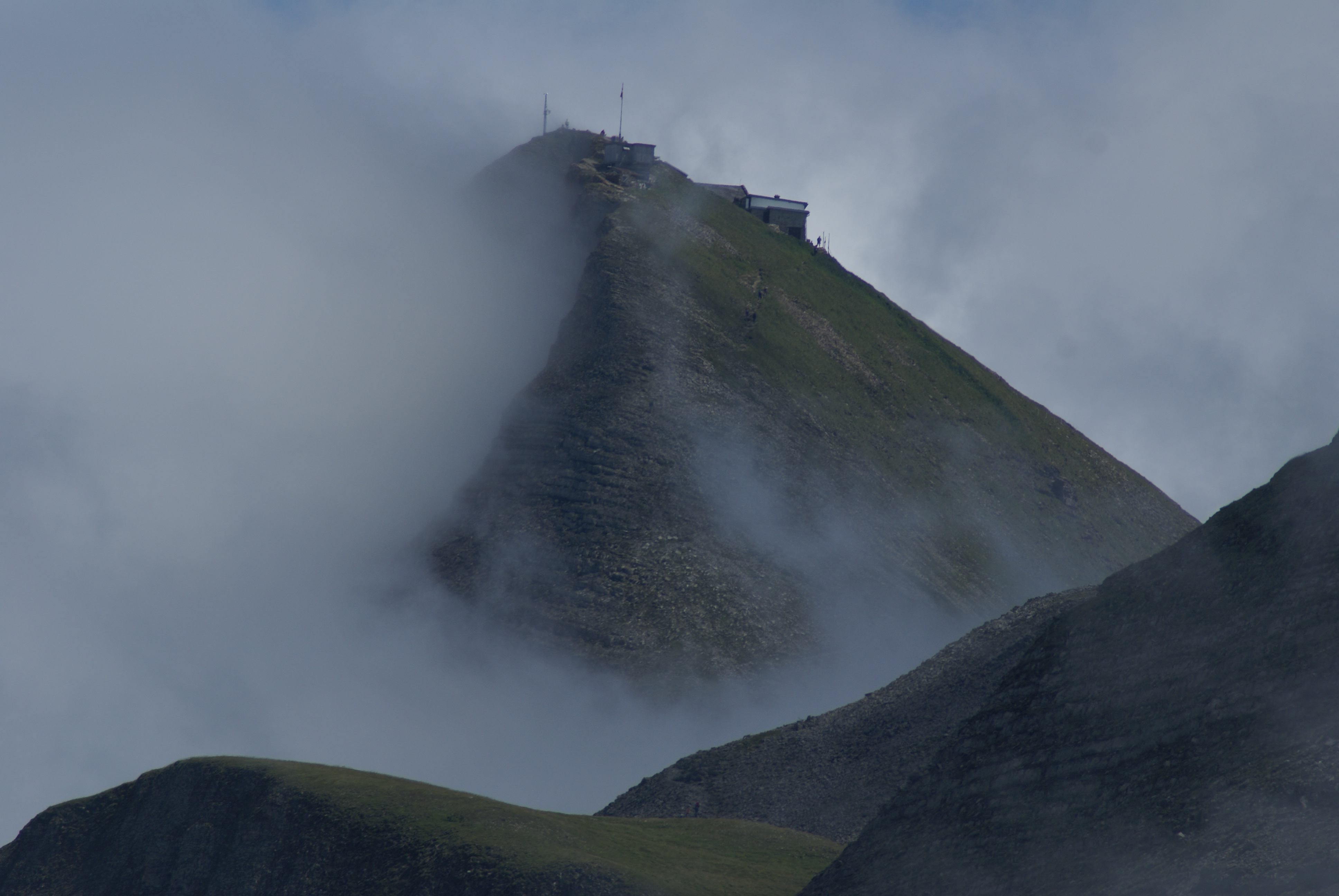
Blick auf das Faulhorn. Wanderroute von der Schynige Platte
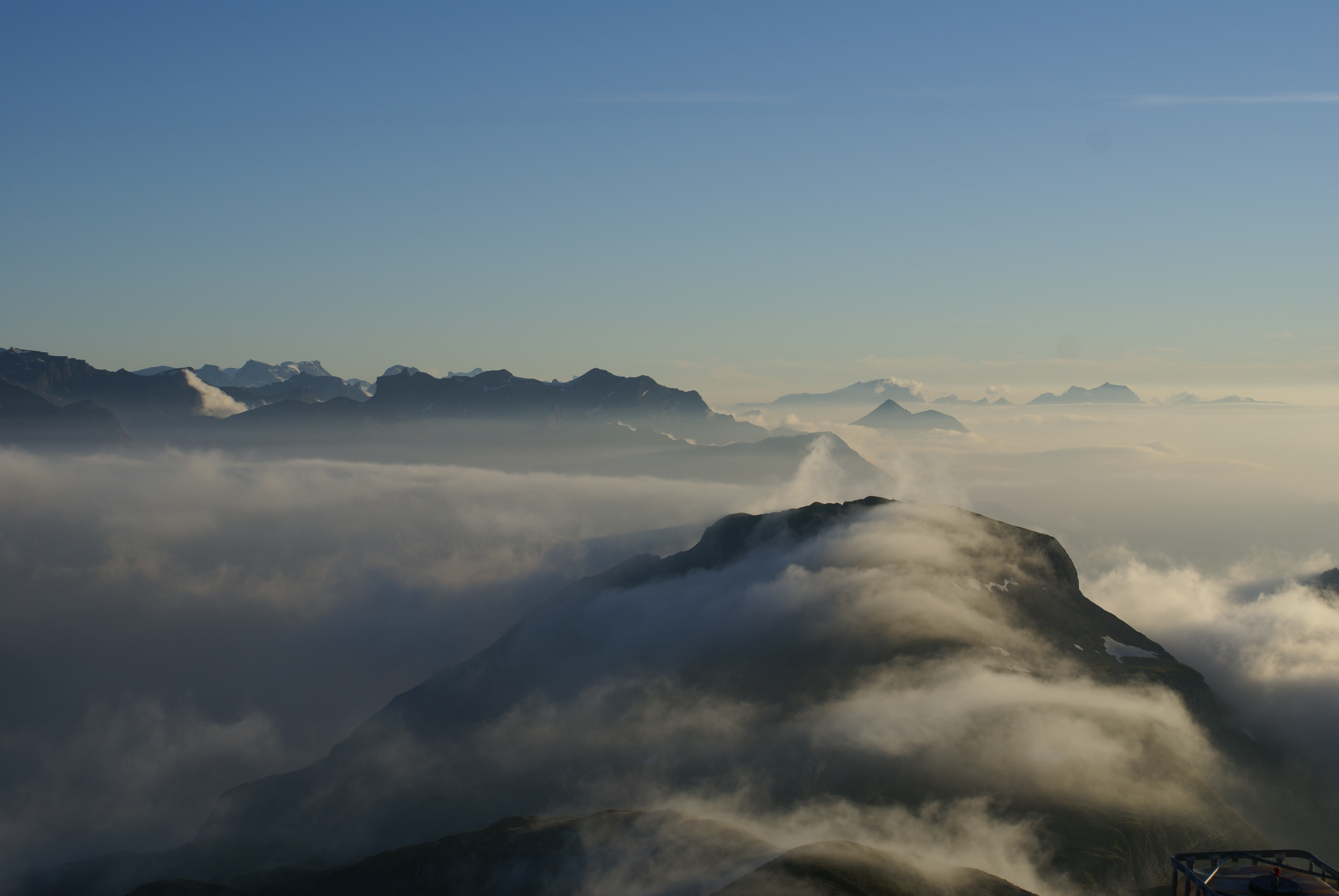
Abendstimmung auf dem Gipfel des Faulhorns
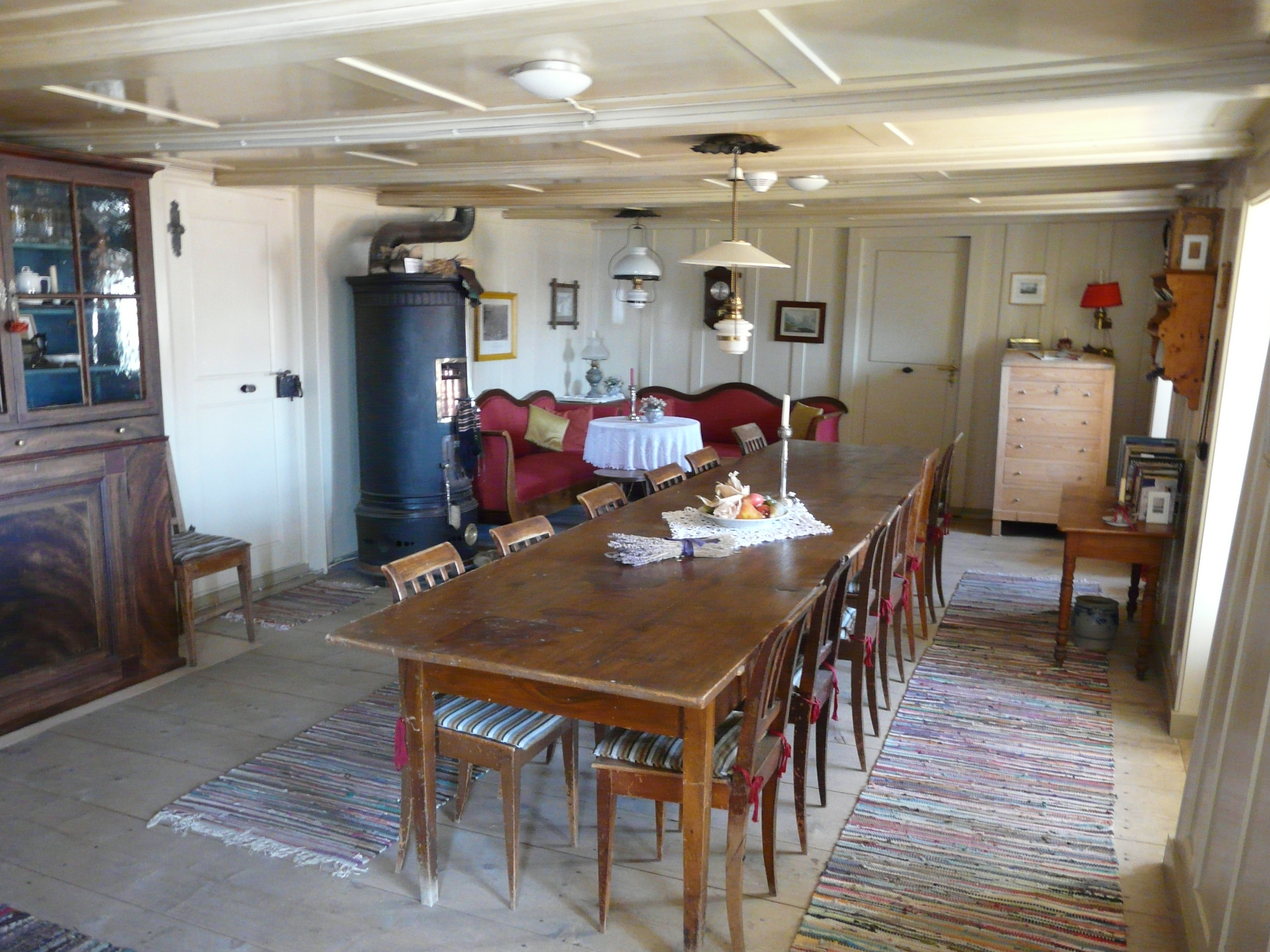
Alter Speisesaal